# Płoskinia (gmina)
Płoskinia – gmina wiejska w województwie warmińsko-mazurskim, w powiecie braniewskim. W latach 1975–1998 gmina położona była w województwie elbląskim.
Siedziba gminy jest w Płoskini.
Według danych z 30 czerwca 2004 gminę zamieszkiwało 2726 osób. Natomiast według danych z 31 grudnia 2019 roku gminę zamieszkiwało 2486 osób.
Jest to najmniejsza pod względem ludności gmina województwa warmińsko-mazurskiego.

## Struktura powierzchni
Według danych z roku 2002 gmina Płoskinia ma obszar 172,05 km², w tym:
- użytki rolne: 63%
- użytki leśne: 27%

Gmina stanowi 14,28% powierzchni powiatu.

## Demografia

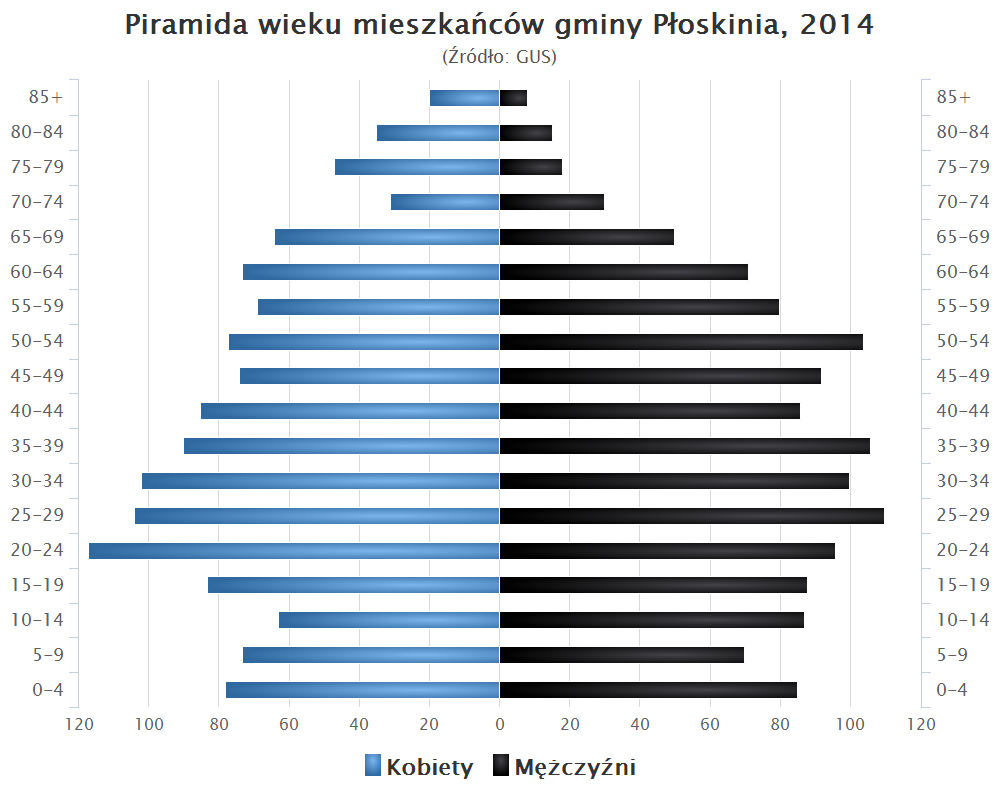
Piramida wieku mieszkańców gminy Płoskinia w 2014 roku

Dane z 30 czerwca 2004:
| Opis                              | Ogółem | Ogółem | Kobiety | Kobiety | Mężczyźni | Mężczyźni |
| --------------------------------- | ------ | ------ | ------- | ------- | --------- | --------- |
| jednostka                         | osób   | %      | osób    | %       | osób      | %         |
| populacja                         | 2726   | 100    | 1372    | 50,3    | 1354      | 49,7      |
| gęstość zaludnienia (mieszk./km²) | 15,8   | 15,8   | 8       | 8       | 7,9       | 7,9       |

## Sąsiednie gminy
Braniewo, Frombork, Młynary, Orneta, Pieniężno, Wilczęta